# ۹ شهریور
۹ شهریور صد و شصت و چهارمین روز سال در گاه‌شماری خورشیدی است. به پایان سال ۲۰۱ روز (۲۰۲ روز در سال کبیسه) باقی‌است.

## مناسبت‌ها
- روز قزوین با تصویب شورای شهر قزوین
- سالروز نجات ماریتا و روز ملی یوزپلنگ

## رویدادها
- ۱۳۴۷ - زمین‌لرزه ۱۳۴۷ دشت‌بیاض
- ۱۳۵۷ - ربوده شدن سید موسی صدر
- ۱۳۹۶ - رقابت ۹ شهریور ۱۳۹۶ تیم ملی فوتبال ایران با تیم ملی فوتبال کره جنوبی در مرحله مقدماتی جام جهانی فوتبال ۲۰۱۸ آسیا
- ۱۴۰۳ - انتشار میزان وام‌ها و تسهیلات پرداختی به کارکنان شبکه بانکی ایران توسط بانک مرکزی جمهوری اسلامی ایران

## زادگان
- ۱۳۱۲ - غزل تاجبخش، شاعر و نویسنده
- ۱۳۲۰ - کمال خان هوت، خواننده
- ۱۳۲۶ - علی پاتریک پهلوی، از فرزندان علیرضا پهلوی یکم
- ۱۳۳۳ - سید محمد جهان‌آرا، نظامی
- ۱۳۳۳ - سهیلا رضوی، بازیگر
- ۱۳۳۷ - یاور تورنگ، تدوین‌گر
- ۱۳۴۹ - سیما تیرانداز، بازیگر
- ۱۳۷۰ - یعقوب کریمی، فوتبالیست

## درگذشتگان
- ۱۳۴۷ - صمد بهرنگی، نویسنده
- ۱۳۷۶ - محمدکریم پیرنیا، نویسنده
- ۱۳۸۱ - فرهاد مهراد، خواننده
- ۱۳۹۳ - سید صابر جباری، نماینده استان مازندران در مجلس خبرگان رهبری
- ۱۳۹۹ - اکبر پرهیزکار، ششمین استاندار استان آذربایجان شرقی پس از انقلاب ۱۳۵۷
- ۱۴۰۲ - جواد روحی، از بازداشت‌شدگان خیزش ۱۴۰۱ ایران
- ۱۴۰۳ - محمدعلی بهمنی، شاعر